# یوستوس ۲۷۹۹
سیارک ۲۷۹۹ (به انگلیسی: 2799 Justus، نامگذاری:3071P-L) دو هزار و هفتصد و نود و نهمین سیارک کشف شده‌است که در ۲۵ سپتامبر ۱۹۶۰ کشف شد.
قدر مطلق سیارک برابر ۱۴٫۵۰ است.